# 2029
Rok 2029 (MMXXIX) gregoriánského kalendáře začne v pondělí 1. ledna a skončí v pondělí 31. prosince. V České republice bude mít 250 pracovních dnů a 13 státních a ostatních svátků, z toho 11 jich připadne na mimovíkendové dny. Dle židovského kalendáře nastane přelom roků 5789 a 5790, dle islámského kalendáře 1450 a 1451.

## Očekávané události
- 13. dubna – Asteroid Apophis mine Zemi ve vzdálenosti asi 30 000 kilometrů.
- 12. června – Z území Česka bude pozorovatelné částečné zatmění Slunce.

### Neznámé datum
- Očekávané zveřejnění svazků zvláštní komise pro vyšetřování atentátu na Johna Fitzgeralda Kennedyho.
- Měla by být zahájena výstavba 5. bloku elektrárny Dukovany s plánovaným dokončením v roce 2036.[1]

## Výročí

### Výročí narození
- 15. ledna – Martin Luther King, americký aktivista (100 let)
- 14. března – Albert Einstein, německý fyzik (150 let)
- 1. dubna – Milan Kundera, český spisovatel (100 let)
- 2. května – Kateřina II. Veliká, ruská carevna (300 let)
- 4. května – Audrey Hepburnová, britská herečka (100 let)
- 12. června – Anne Franková, židovská oběť holokaustu (100 let)
- 9. října – Vladimír Menšík, český herec (100 let)
- 7. listopadu – Lev Davidovič Trockij, ruský revolucionář (150 let)

### Výročí úmrtí
- 6. ledna – Josef Dobrovský, český filolog a historik (200 let)
- 31. ledna – Jan Karafiát, český farář a spisovatel (100 let)
- 14. února – James Cook, britský mořeplavec (250 let)
- 25. března – Otokar Březina, český básník a spisovatel (100 let)
- 4. dubna – Karl Benz, německý automobilový konstruktér (100 let)